# Ringwall Altenstein
Der Ringwall Altenstein ist eine abgegangene Ringwallanlage im Taunus ca. 1,0 km südlich von Taunusstein-Hahn im Rheingau-Taunus-Kreis. Seine tatsächliche Existenz als Wall- oder andere Anlage ist umstritten. Eine Datierung war aufgrund der unklaren örtlichen Darstellung, wie auch dem Fehlen von Funden, bis heute nicht möglich.

## Lage und Beschreibung

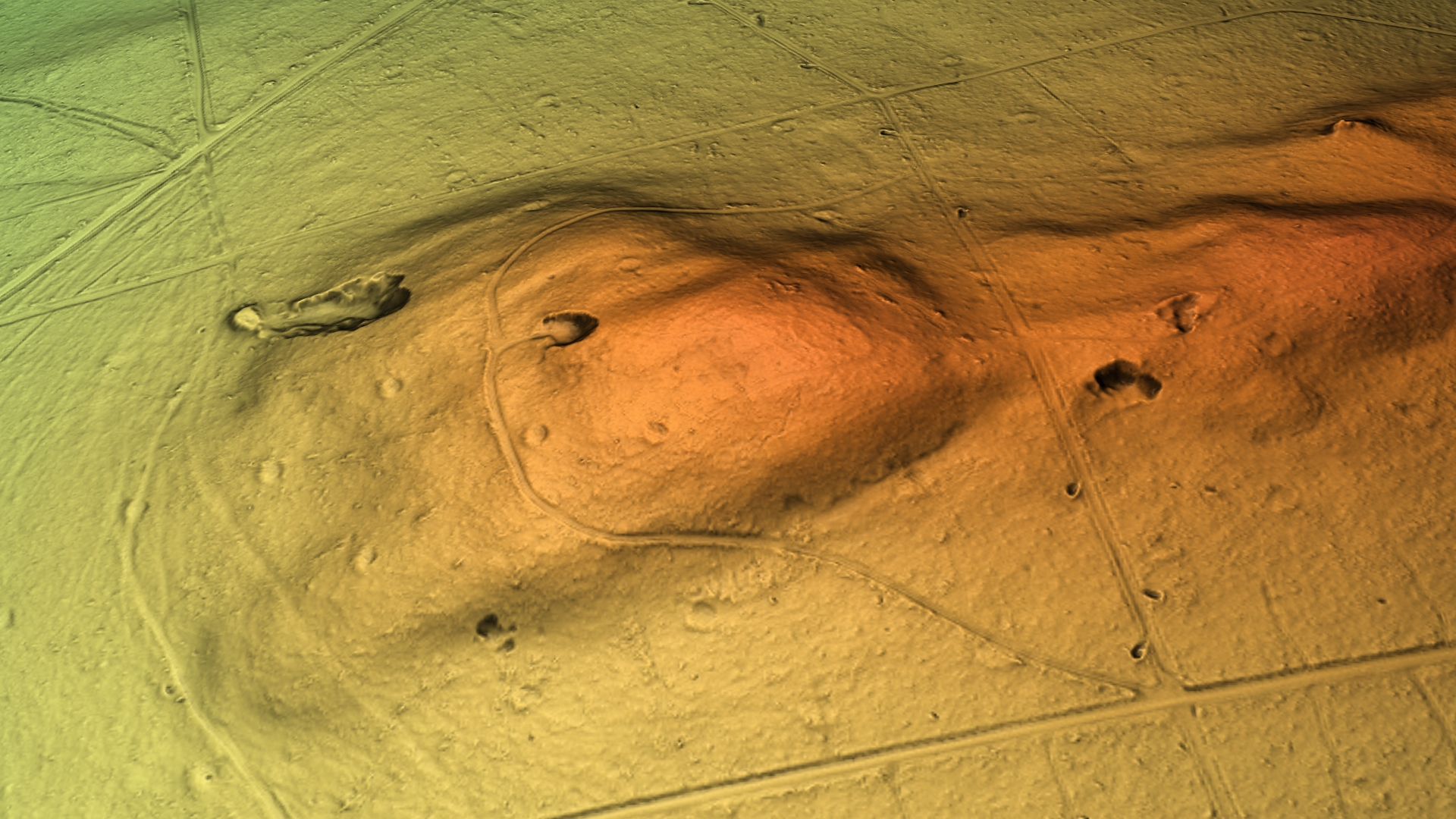
3D-Ansicht des digitalen Geländemodells

Die Anlage befindet sich auf der westlichen der beiden Kuppen des Altenstein. Der Wall an sich stellte vermutlich eine Doppelwallanlage auf Basis eines Trockenmauerwerks dar. Die Form war oval. Der Innenring bedeckte bei einer Ausdehnung von maximal 40 m und einer Breite von 27 m eine Fläche von ca. 0,07 ha. Der äußere Ring schließt ca. 0,33 ha. ein. Die angriffsgefährdete Seite ist der Westen.
Von den Wällen finden sich heute nur geringe Reste. Festzustellen ist das Vorhandensein der Mauerreste im Wesentlichen durch die hohe Anzahl an behauenen Steinen. Im Bereich einer Grasfläche spürt man beim Übergehen die Reste von Trockenmauerwerk. Im bewaldeten Bereich ist das Trockenmauerwerk vom Waldboden überdeckt. Faktisch ist aber die genaue Darstellung der Wallanlage nicht geklärt.

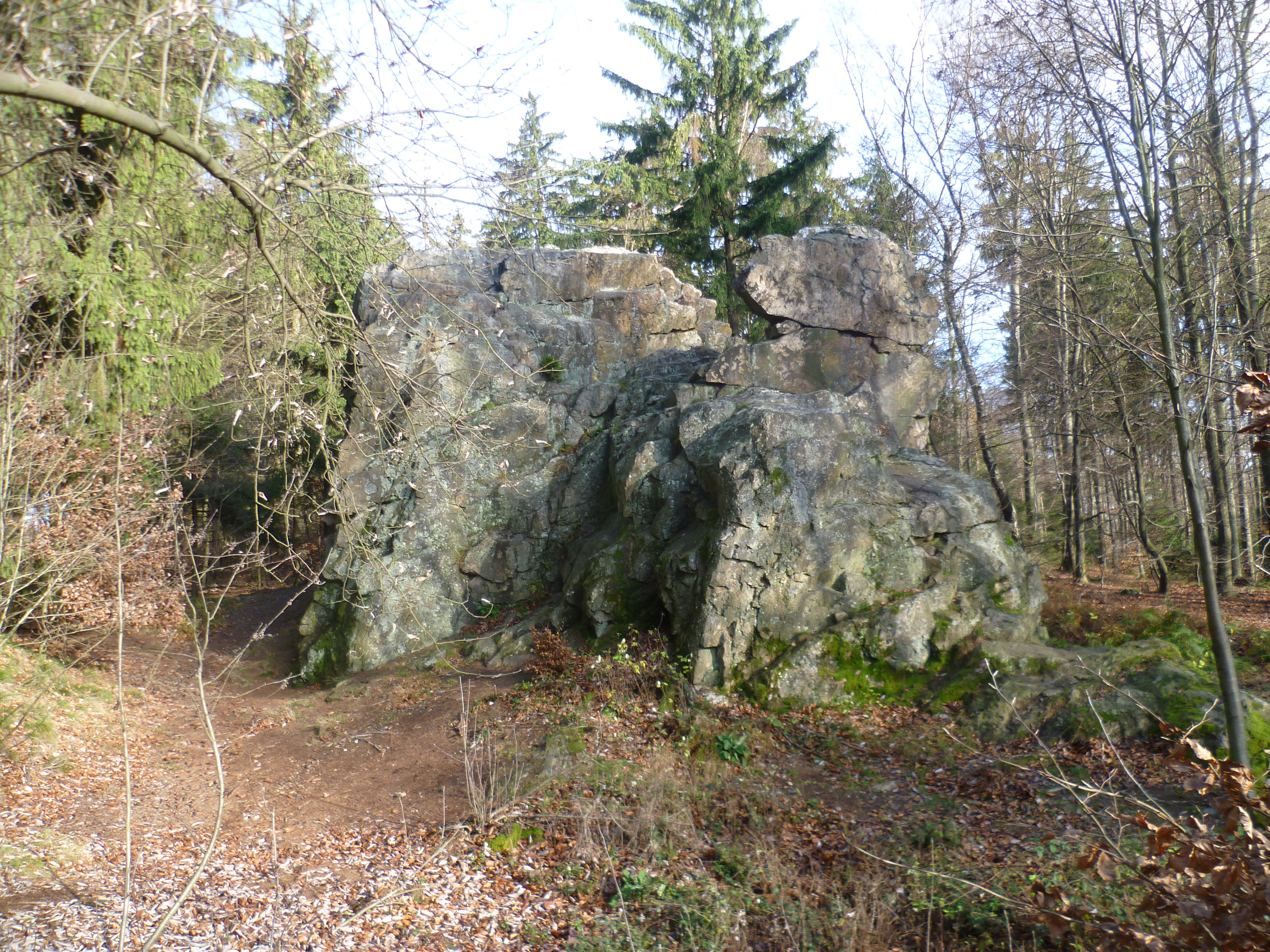
Der Fels Altenstein

Östlich der Anlage finden sich auf der zweiten Kuppe des Altenstein die Naturdenkmäler Altenstein und Spitzenstein. Diese zeigen Spuren von Bearbeitung.
Die frühere Form des Felsens und etwaige Wallreste sind weitgehend zerstört durch Steingewinnung zum Neubau der Aar- und insbesondere Aartalstraße (B54 und B275) in den Jahren 1854–57. Vergeblich dagegen protestierend, beschrieb Ludwig von Preuschen von und zu Liebenstein, einer der Pioniere der Limesforschung, dass „die Arbeiter“ […] „die nordwestliche Ecke bereits gänzlich weggebrochen haben, so dass sie schon in der Mitte des Würfels angelangt sind“ (HHStAW 1018/43). Demnach wäre heute, wenn überhaupt, nur die Nordostecke erhalten.

## Funktion und Datierung
Eine Datierung der Anlage war aufgrund des Mangels an Funden bis heute nicht möglich. Ebenso ist ihre Funktion völlig unbekannt. Möglicherweise besteht ein Zusammenhang zum rund 600 Meter entfernt liegenden Pass Eiserne Hand. Denkbar ist auch eine Funktion als Bergheiligtum, speziell im Bezug zu den beiden Naturdenkmälern. Die überlieferte Würfelform könnte Bedeutung im Zusammenhang der Archäoastronomie haben.

## Denkmalschutz
Der Bereich der Wallanlage ist ein Bodendenkmal nach dem Hessischen Denkmalschutzgesetz. Nachforschungen und gezieltes Sammeln von Funden sind genehmigungspflichtig, Zufallsfunde an die Denkmalbehörden zu melden. Gleiches gilt für die beiden Naturdenkmale.